# Joseph Darnand
Joseph Darnand (ur. 19 marca 1897 w Coligny, zm. 10 października 1945 w więzieniu w Paryżu) – francuski działacz skrajnie prawicowy, szef kombatanckiej organizacji Francuski Legion Weteranów, prorządowej milicji Legionowa Służba Porządkowa i kolaboracyjnej Milicji Francuskiej we Francji Vichy, jednocześnie szef policji i sekretarz generalny ds. bezpieczeństwa oraz sekretarz spraw wewnętrznych.

## Życiorys
Walczył w armii francuskiej podczas I wojny światowej, otrzymując kilkakrotnie pochwały za odwagę. Po zakończeniu działań wojennych rozpoczął pracę jako stolarz. Później założył własną firmę transportową w Nicei. Zaangażował się jednocześnie w działalność polityczną, popierając skrzydło monarchistyczne w Action Française. Stopniowo jednak jego poglądy kierowały się ku faszyzmowi. Po przystąpieniu Francji do wojny z Niemcami 3 września 1939, wstąpił ochotniczo do francuskiej armii. Służył na linii Maginota. Podczas kampanii francuskiej dostał się w czerwcu 1940 do niewoli niemieckiej, ale udało mu się zbiec do Nicei.
Po powstaniu rządu Francji Vichy stał się jednym z głównych jej osobistości. W lipcu 1941 roku stanął na czele kombatanckiej organizacji pod nazwą Légion Française des combattants, która wspierała politykę marszałka Phillippe’a Pétaina oraz oferowała pomoc w prześladowaniu Żydów i zwalczaniu ruchu oporu. Współuczestniczył także wraz z innymi działaczami kolaboracyjnymi w formowaniu Legionu Ochotników Francuskich przeciw Bolszewizmowi, przeznaczonego do walki z Sowietami na froncie wschodnim. W 1942 utworzył paramilitarną milicję pod nazwą Service d’ordre légionnaire. 1 stycznia 1943 roku przekształcił ją w kolaboracyjną formację zbrojną Milice Française, zwaną też Francuskim Gestapo. Pomimo tego, że oficjalnym jej przywódcą był Pierre Laval, premier rządu Francji Vichy, faktycznie dowodził nią J. Darnand. Pełniła ona rolę pomocniczej formacji policyjnej wobec sił niemieckich. Uczestniczyła ona w licznych egzekucjach, zabójstwach i deportowaniu Żydów z Francji do obozów koncentracyjnych. Tak jak Gestapo, jej członkowie brali udział w torturach i przesłuchaniach aresztowanych, ale w wielu przypadkach były one brutalniejsze i częściej kończyły się śmiercią. Dokonywano również licznych zamachów na członków Résistance. W październiku 1943 J. Darnand złożył osobistą przysięgę lojalności Adolfowi Hitlerowi i dostał stopień SS-Sturmbannführera w Waffen-SS. 29 grudnia został mianowany szefem policji Francji Vichy i sekretarzem generalnym ds. bezpieczeństwa, a w okresie od 13 lipca do 17 sierpnia 1944 pełnił funkcję sekretarza spraw wewnętrznych. Po inwazji w Normandii na początku czerwca 1944 i posuwaniu się wojsk alianckich w głąb Francji, we wrześniu uciekł do Niemiec. Wyprowadził on z Francji ok. 6 tys. milicjantów i ok. 4 tys. członków ich rodzin. Następnie wszedł w skład marionetkowego rządu francuskiego na wygnaniu marszałka Ph. Pétaina z siedzibą w Sigmaringen. W kwietniu 1945 roku wyjechał do miejscowości Merano w północnych Włoszech.
12 maja został schwytany przez Amerykanów, ale uciekł. Ponownie aresztowany przez Brytyjczyków 28 czerwca w miejscowości Edolo, został przeniesiony do Francji do więzienia w Paryżu. Po procesie 3 października otrzymał karę śmierci za zdradę stanu, którą wykonano przez rozstrzelanie 10 października.

## Awanse
- kapral – 1917
- sierżant – 1917
- chorąży – 1918
- porucznik – 1939
- SS-Obersturmführer – 1943
- SS-Sturmbannführer – 1944

## Odznaczenia

### Francuskie
- Kawaler Legii Honorowej – 7 kwietnia 1927
- Oficer Legii Honorowej – maj 1940
- Medal Wojskowy – 23 lipca 1918
- Krzyż Wojenny 1914-1918 nadany siedmiokrotnie
- Krzyż Wojenny 1939-1940 nadany dwukrotnie
- Krzyż Kombatanta

### Zagraniczne
- Krzyż Wojenny 1914-1918 (Belgia)